# 새소년
새소년은 1964년 5월에 창간된 어린이 잡지로 새소년사(어문각)에서 발행했던 잡지로, 《어깨동무》, 《소년중앙》하고 트로이카를 이루었다. 
'손쉽고 재미있는 읽을거리 제공'을 발간 목적으로 하였으며, 1989년 5월호를 끝으로 폐간되었다.
초기부터 아동문학가 어효선이 주간을 맡았다. 
제42회 어린이날에 맞추어 발행된 창간호에는 동시·동화와 연재소설, 기타 아동 문학에 관련된 기사가 실렸다.
6월호부터는 연재만화가 추가되고, 단행본의 만화와 특별부록이 제공되었다.
1967년 이후로 종래의 교육 위주에서 흥미하고 지식 위주로 내용 변화를 시도하였다고 평가되었다.

## 연혁
- 1964년 5월 : 창간(발행인 어효선)
- 1969년 5월 : 창간 5주년(통권 61)
- 1972년 8월 : 통권 100호
- 1974년 5월 : 창간 10주년(통권 121)
- 1979년 5월 : 창간 15주년(통권 181)
- 1980년 12월 : 통권 200호
- 1984년 5월 : 창간 20주년(통권 241)
- 1989년 4월 : 통권 300호
- 1989년 5월 : 창간 25주년 호를 마지막으로 폐간(통권 301호)

## 연재되었던 만화 작품
- 김경언 - 《재빨이》(1964년)
- 김성환 - 《콩이의 모험》(1964년)
- 신동우 - 《도람이》(1964년)
- 안의섭 - 《꼬마 두꺼비》(1964년)
- 이원복 - 《시관이와 병호의 모험》
- 이정문 - 《설인 알파칸》(1965년)
- 임청 - 《소년검사 피콩》(1964년)

## 수상
- 1974년 문화공보부 장관상 수상
- 1978년 문화공보부 장관상 수상[7]

## 새소년 클로버문고
1972년부터 《새소년》 100호 기념으로 어문각에서 〈새소년 클로버문고〉의 명칭으로 《새소년》을 비롯하여 다른 어린이신문과 잡지에 연재된 소설과 만화를 모아 단행본으로 발행하였다.
문화공보부 우량도서, 한국만화상 최우수도서로 선정되었고, 1981년에는 그 수가 300권에 달하였으며, 총 429권이 발행되었다.

## 같이 보기
- 소년중앙
- 어깨동무
- 보물섬
- 소년생활
- 새소년 클로버문고
- 생각쟁이